# Pedinophyceae
Pedinophyceae es un grupo de algas verdes clorofitas de pequeño tamaño (menor de 3 µm) que son uniflagelados. Filogenéticamente constituye un clado basal de Chlorophytina.